# دهناب (سهند أباد)
دهناب (بالفارسية: دهناب) هي قرية تقع في إيران في قسم سهند أباد الريفي. يقدر عدد سكانها بـ 184 نسمة بحسب إحصاء 2016.